# Суперкубок Мальти з футболу
Суперку́бок Мальти з футбо́лу — одноматчевий турнір, у якому грають володар кубка Мальти та чемпіон попереднього сезону. 

## Усі матчі
Чемпіон країни зазначений першим
- 1985 : «Рабат Аякс» 2-0 «Зуррік»
- 1986 : «Рабат Аякс» 4-2 «Гіберніанс»
- 1987 : «Хамрун Спартанс» 3-0 «Валлетта»
- 1988 : «Хамрун Спартанс» 1-0 (д.ч.) «Сліма Вондерерс»
- 1989 : «Сліма Вондерерс» 3-3 (6-7 пен.) «Хамрун Спартанс»
- 1990 : «Валлетта» 3-0 «Сліма Вондерерс»
- 1991 : «Хамрун Спартанс» 1-1 (6-5 пен.) «Валлетта»
- 1992 : «Валлетта» 0-2 «Хамрун Спартанс»
- 1993 : «Флоріана» 4-1 «Валлетта»
- 1994 : «Гіберніанс» 2-2 (5-4 пен.) «Флоріана»
- 1995 : «Гіберніанс» 2-2 (5-6 пен.) «Валлетта»
- 1996 : «Сліма Вондерерс» 0-0 (3-2 пен.) «Валлетта»
- 1997: «Валлетта» 5-2 «Біркіркара»
- 1998 : «Валлетта» 2-0 «Гіберніанс»
- 1999 : «Валлетта» 2-1 «Біркіркара»
- 2000 : «Біркіркара» 0-3 «Сліма Вондерерс»
- 2001 : «Валлетта» 2-1 «Сліма Вондерерс»
- 2002 : «Гіберніанс» 0-1 (д.ч.) «Біркіркара»
- 2003 : «Сліма Вондерерс» 0-2 «Біркіркара»
- 2004 : «Сліма Вондерерс» 1-3 (д.ч.) «Біркіркара»
- 2005 : «Сліма Вондерерс» 0-3 «Біркіркара»
- 2006: «Біркіркара» 2-1 «Гіберніанс»
- 2007 : «Марсашлокк» 1-3 «Гіберніанс»
- 2008 : «Валлетта» 2-0 «Біркіркара»
- 2009 : «Гіберніанс» 0-1 «Сліма Вондерерс»
- 2010 : «Біркіркара» 2-3 (д.ч.) «Валлетта»
- 2011 : «Валлетта» 3-0 «Флоріана»
- 2012 : «Валлетта» 3-1 «Гіберніанс»
- 2013 : «Біркіркара» 3-2 «Гіберніанс»
- 2014 : «Біркіркара» 2-1 «Валлетта»
- 2015 : «Гіберніанс» 2-1 «Біркіркара»
- 2016 : «Валлетта» 2-1 «Сліма Вондерерс»
- 2017 : «Гіберніанс» 0-1 «Флоріана»
- 2018 : «Валлетта» 2-1 «Бальцан»
- 2019 : «Валлетта» 2-1 «Бальцан»
- 2022 : «Гіберніанс» 0-0 (5-4 пен.) «Флоріана»
- 2023 : «Хамрун Спартанс» 4-0 «Біркіркара»
- 2024 : «Хамрун Спартанс» 2-0 «Сліма Вондерерс»

## Переможці
| Клуб              | Перемоги | Роки перемог                                                                 |
| ----------------- | -------- | ---------------------------------------------------------------------------- |
| «Валлетта»        | 13       | 1990, 1995, 1997, 1998, 1999, 2001, 2008, 2010, 2011, 2012, 2016, 2018, 2019 |
| «Біркіркара»      | 7        | 2002, 2003, 2004, 2005, 2006, 2013, 2014                                     |
| «Хамрун Спартанс» | 7        | 1987, 1988, 1989, 1991, 1992, 2023, 2024                                     |
| «Гіберніанс»      | 4        | 1994, 2007, 2015, 2022                                                       |
| «Сліма Вондерерс» | 3        | 1996, 2000, 2009                                                             |
| «Рабат Аякс»      | 2        | 1985, 1986                                                                   |
| «Флоріана»        | 2        | 1993, 2017                                                                   |